# Вішапи

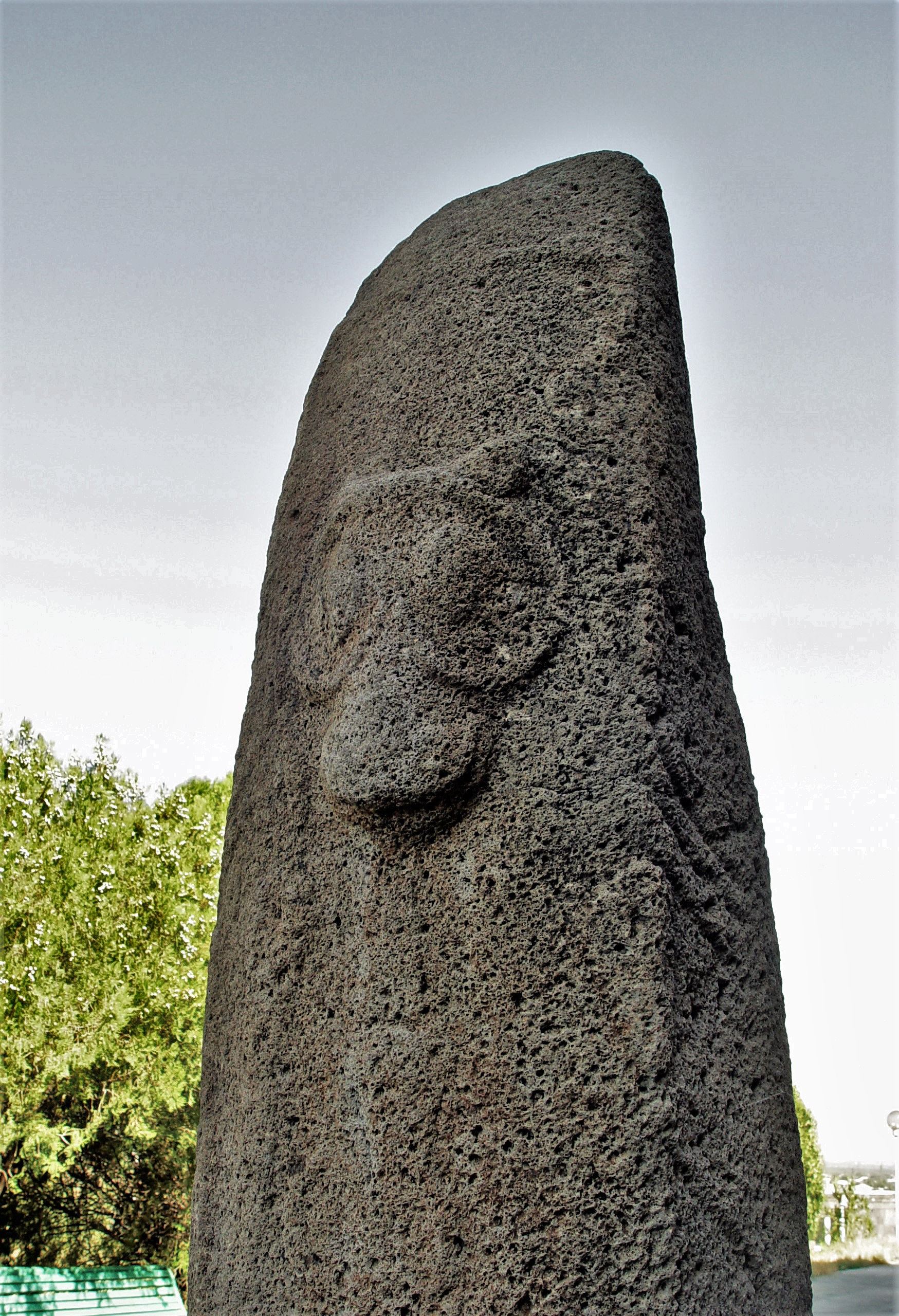
Вішап № 6, Аждаха-юрт

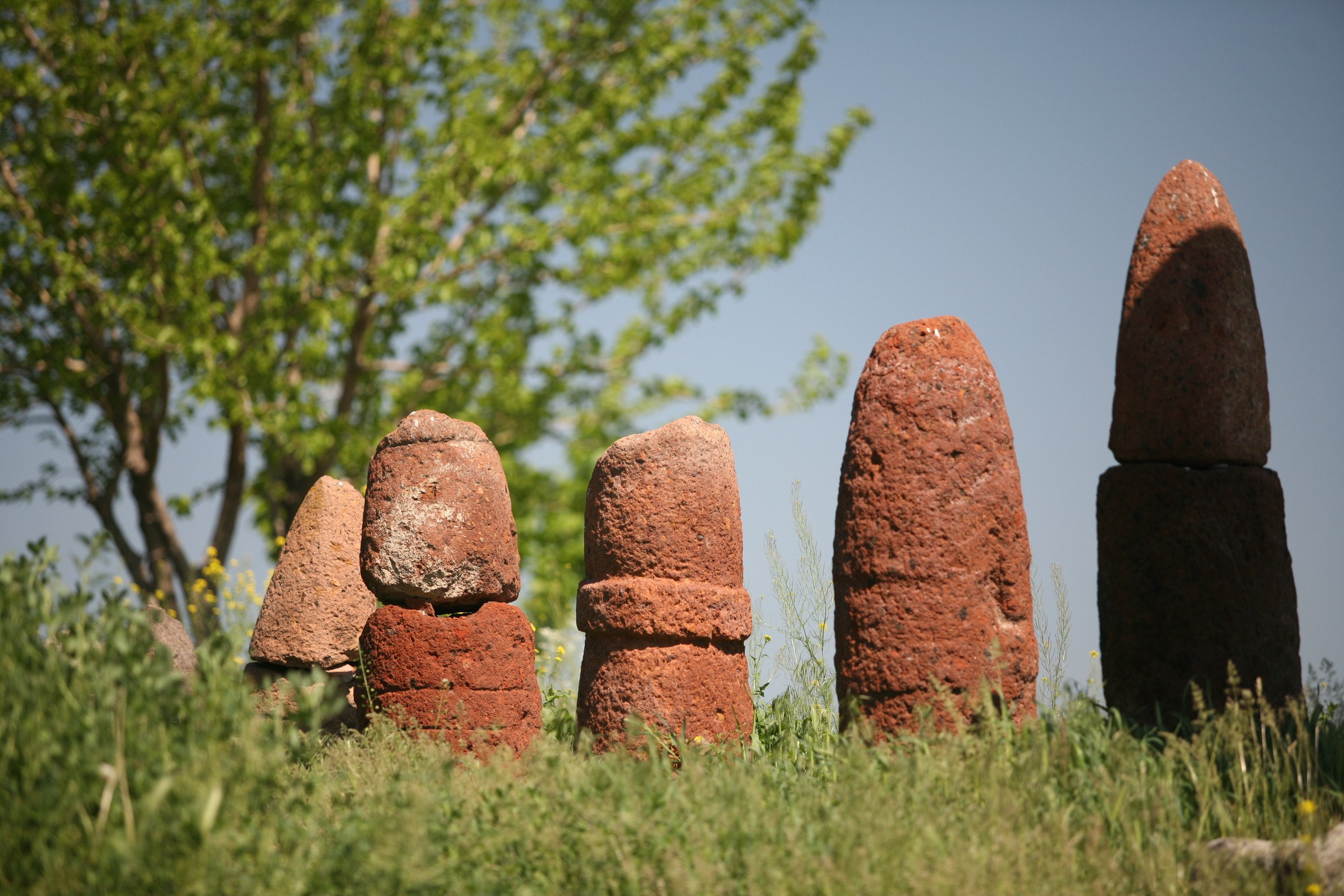
Вішапи на схилах гори Арагац

Вішапи (вірм. վիշապներ, Вешапи, Аждахакі) — стародавні міфологічні істоти, яких зображали у вигляді високих кам'яних статуй, менгірів. Вішапи поширені в міфологіях країн Вірменського нагір'я та Передньої Азії. Спочатку Вішапи були божествами або духами води і, ймовірно, були пов'язані з куро-аракською археологічною культурою. Народи, які населяли Вірменське нагір'я в II тисячолітті до н. е. або раніше, витісували зображення Вішапів з каменю і встановлювали їх поблизу підземних джерел води. З плином часу міфологічний образ Вішапа зазнав змін і в міфологіях різних народів він став асоціюватися зі злими духами, драконами і т.і., часто зберігаючи первісний зв'язок з водою. Статуї Вішапів досягали п'яти метрів у висоту і, як правило, мали форму риб, рідше — форму шкури бика, що розлігся на палях.

## Історія відкриття статуй
У 1909 році М. Я. Марр і Я. І. Смирнов під час проведення археологічних розкопок в Гарні у Вірменії чули від місцевих жителів про кам'яних «Вішапів», що лежать високо в горах, на літніх кочів'ях. Вчені здійснили поїздку в гори Гегамського хребта, щоб встановити основу чуток і перевірити чи має вона науковий інтерес. Вчені дійсно виявили мегалітичні кам'яні статуї на високогірній кочівлі (яйлі), яку вірмени називали «Вішапнер», а місцеві курди «Аждаха-юрт». Більшість статуй мали форму риб. Найбільший з виявлених Вішапів досягав 4,75 метра при ширині 0,55 метри. Всі Вішапи до 1909 року були повалені на землю, деякі з них довелося відкопувати.
| + Перші Вішап, досліджені вченими Експедиція М.Я. Марра і Я.І. Смирнова 1909 року, Аждаха-юрт, Гегамський хребет </ span> |  |  |  | - | Частина Вішап № 5, Аждаха-юрт |  | Вішап № 6, Аждаха-юрт. Нині встановлений перед Етнографічним музеєм Вірменії «Сардарапат» у місті Армавір. |

Незабаром Вішапи вдалося виявити і на інших високогірних стоянках: Токмаган-гель і Гель-юрт. До 1910 року М. Я. Марр і Я. І. Смирнов виявили 27 ідентичних пам'ятників-Вішапів на стоянках Гегамського хребта. Незабаром аналогічні пам'ятники були виявлені в південній Грузії і в східній Туреччині, а також в інших районах Вірменії, зокрема, поблизу озера Севан, біля підніжжя гори Арагац.

### Датування статуй

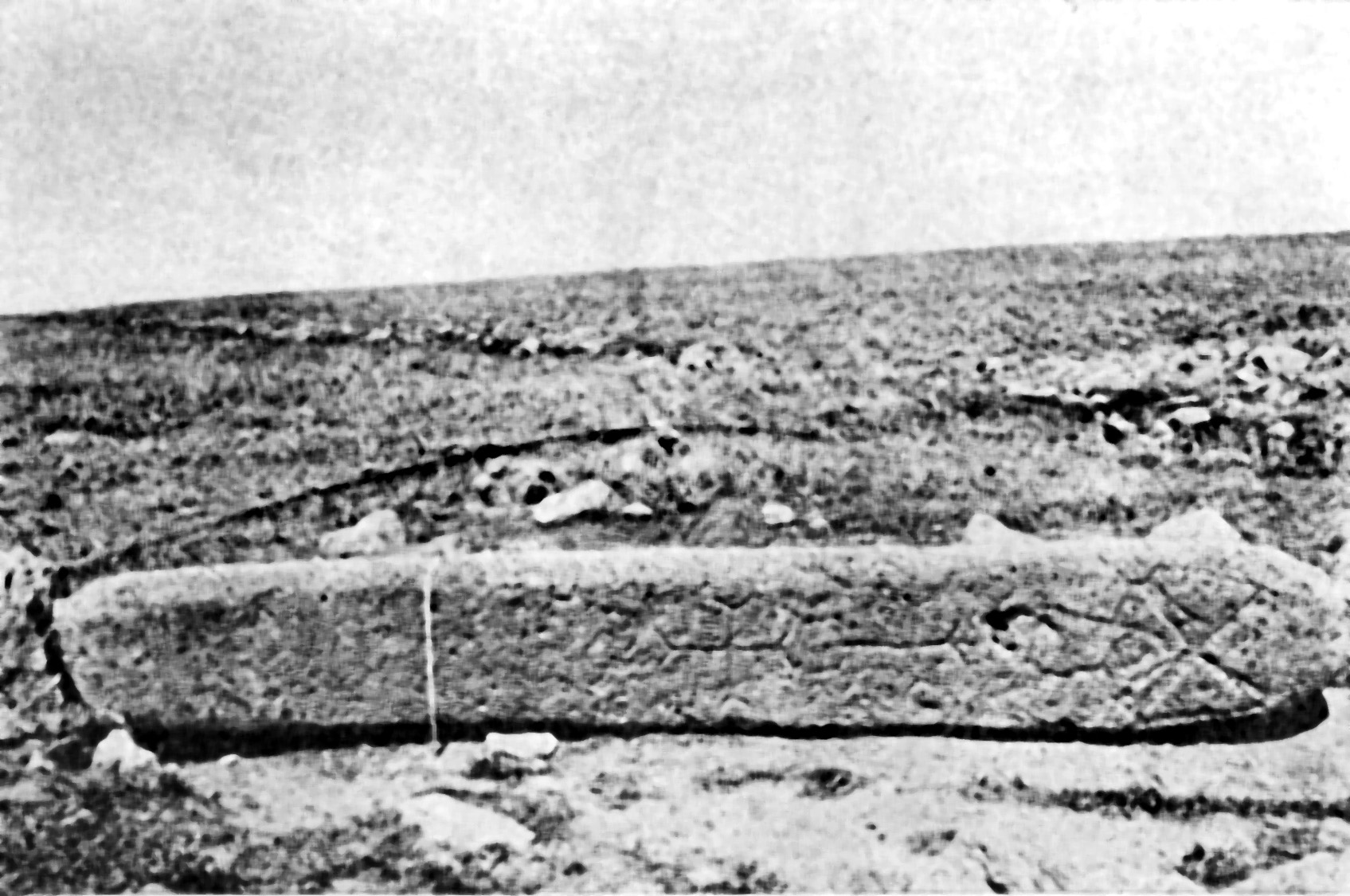
Вішап № 1 (Аждаха-юрт), що містить пізніші вірменські символи

Точне датування цих мегалітів, як правило, являє певні труднощі. Поблизу Вішапів не було виявлено залишків стародавніх поселень, багать або інших органічних решток, до яких міг бути застосований радіовуглецевий аналіз. Однак, виявлений в Аждаха-юрті Вішап № 1 містив пізніші малюнки хрестів і вірменський напис, що датується XIII століттям нашої ери. На підставі цієї знахідки вчені спочатку припустили, що Вішапи були споруджені в I тисячолітті нашої ери. Розташування хрестів і тексту свідчило про те, що в XIII столітті Вішап № 1 ще знаходився у вертикальному положенні. Через кілька десятиліть, в 1963 році в Гарні було відкрито Вішап, на якому виявилася більш ранній урартський клинописний напис урартського царя Аргишті I. Ця знахідка дозволяє датувати Вішапи доурартським часом, тобто, у крайньому разі, початком I тисячоліття до н. е., а швидше за все II тисячоліттям до н. е..

## Форми зображень Вішапів

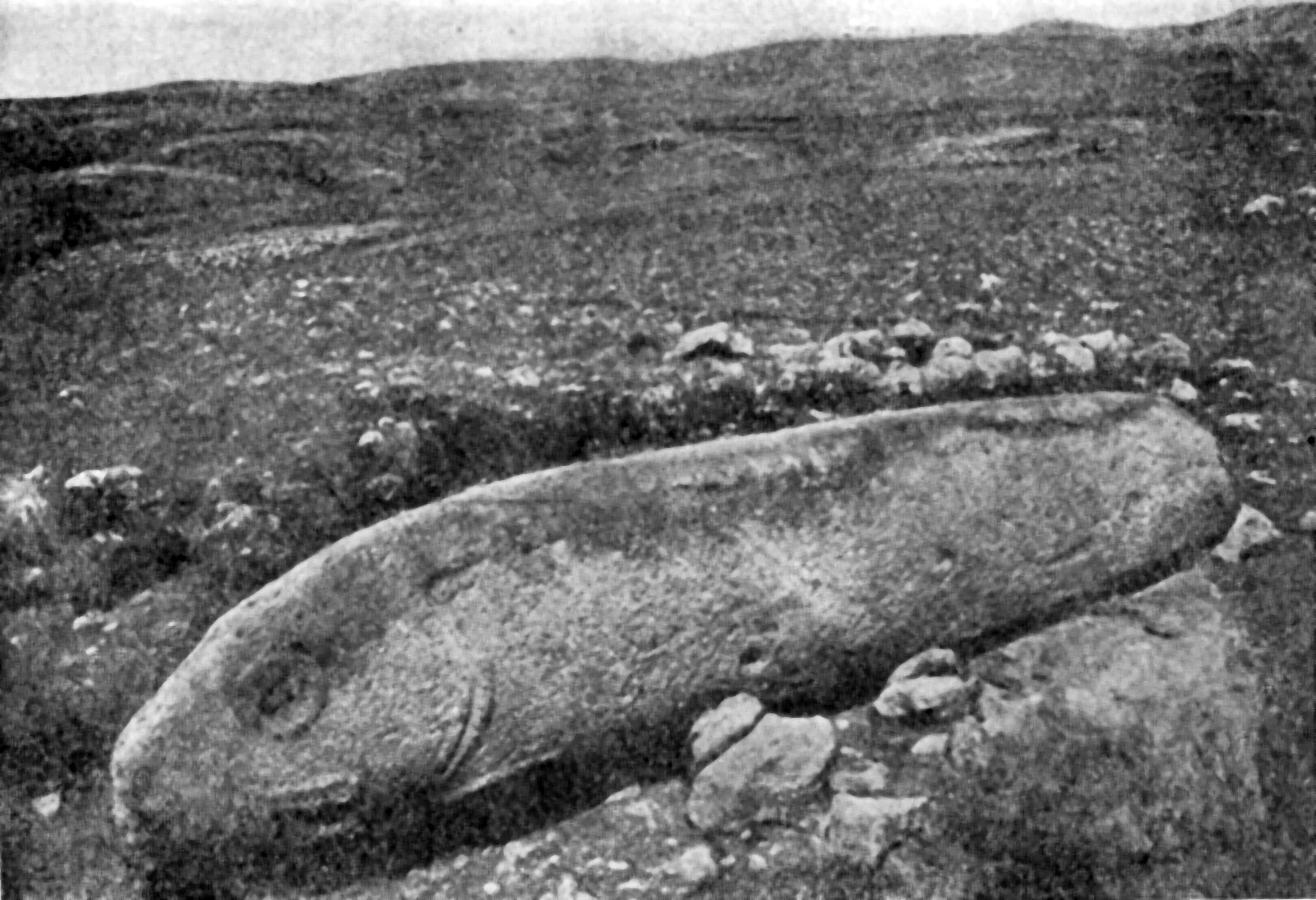
Вішап у формі риби (Вішап № 2 стоянки Імірзек Гегамського хребта)

Всі виявлені Вішапи висічені з цільного каменю. Висота Вішапів коливається від трьох до п'яти метрів. Частина Вішапів мало форму риби, частіше нагадує сома. Тулуб риби опрацьовано лише частково, але зазвичай зображені очі, рот, хвіст і зябра. Частина Вішапів є зображенням копитної тварини (бика або барана), ймовірно принесеного в жертву. Іноді зображена лише шкура тварини, розтягнута на кілках. Крім цього, багато Вішапів містять інші рельєфні зображення, висічені в центральній частині. До таких зображень відносяться шкури копитних тварин (биків, баранів); хвилясті лінії, що зображують струмені води, які іноді виливаються з рота биків; довгоногі птахи (журавлі або лелеки); рідше змії.

## Вішапи і стародавні канали
Майже всі знахідки Вішапів у Вірменії пов'язані з гірськими джерелами (Аждаха-юрт) або навіть із залишками давніх іригаційних споруд. Залишки таких споруд були виявлені поряд з Вішапами на стоянках Токмакаган-гель і Імірзек Гегамського хребта, у Артанишській затоці озера Севан, на лівому березі річки Архашан на південному схилі гори Арагац. Хоча іригаційні споруди не можуть бути датовані точно, і зберігається можливість, що вони були побудовані вже за часів Середньовіччя, безсумнівний зв'язок Вішапів з джерелами води, які живили канали, можливо споруджені пізніше. На підставі цих даних, а також у поєднанні з повторюваними зображеннями води на Вішапах, вчені пов'язують Вішапи з давніми культами родючості та води.

## Вішапи в міфології
Вчені припускають, що початкове значення Вішап з плином часу і під впливом християнства трансформувалося, і Вішап з божества води перетворився в демона, дракона. Сучасною вірменською мовою слово «Вішап» (вірм. վիշապ) означає «дракон». Ймовірно, що це слово було запозичене з іранських мов під час навали мідійців або Ахеменідів. До того часу первісне значення Вішап було забуто місцевим населенням, і Вішап, ймовірно, ототожнювалися із загарбниками. Вірменський та грузинський фольклор зберіг сказання про «вешапе-змії», про Вішап-чудовисько, що живе в горах. Деякі легенди, наведені вірменським істориком Мойсеєм Хоренський, містять згадки про Вішап-чудовиськ, що фігурують під назвою «Вішап» — чудовиська, мешканці гори Арарат і під назвою «Йю» (від курдського слова «Аждаха», тотожного вірменському «Вішап»). Дослідники також відзначають, що сліди древнього культу води і збереглися в багатьох переказах. Так, наприклад, Н. Я. Марр зібрав кілька прикладів казок і легенд про Вішап, коли після вбивства чудовиська позитивними героями з живота Вішап починає литися цілюща вода. В курдському фольклорі також є згадки магічною риби «Аждахак». Крім цього, в деяких вірменських казках Вішап фігурує у вигляді «морської бурі», а також словом «Вішап» перекладається слово «кит» в давньовірменському і давньогрузинському перекладах Біблії.
Ще одним прикладом пізнього міфологічного нашарування служать розповіді місцевих жителів про Вішап, розташованих на схилах гори Арагац. В оповіданнях, зібраних М. Я. Марром в 1910 році, Вішап називаються «могилами огузов» (велетнів), — місцеві жителі брали Вішап за надгробки. Проведені розкопки не виявили залишків стародавніх кладовищ, проте, знайшли сліди стародавніх каналів.

### Вішап у вірменській міфології
Згідно з міфологічними уявленнями у Вірменії, Вішап живуть у небі, у великих озерах або на вершинах гір, причому, під час грози, небесні Вішап спускаються вниз, а Вішап гір та озер піднімаються в небо. Великий Вішап може поглинути сонце, від чого відбуваються сонячні затемнення. З Вішап бореться бог Ваагн.
В епосі, Вішап заволодівають водними джерелами і змушують приносити себе в жертву дівчат; з ними борються і перемагають герої. Вішап був також Аждахак (іранський Аджи-Дахака). Він був героєм стародавнього «грозового» міфу, в якому Вішап грози викрадає сестру або дружину бога. В епосі, сюжет був перенесений на Адждахака, вірменського царя Тиграна і його сестру Тігрануі. Дружиною Адждахака і «матір'ю Вішап» називається при цьому Айнуш. Тигран перемагає і вбиває Адждахака і веде Вішап разом з Айнуш в полон, їх нащадками вважалося іранське населення району Арарату — «мардо».
В епосі «Віпасанк» розповідається про взаємини цих вішапідов з легендарними вірменськими царями: ватажок і батько Вішап Аргаван запрошує до себе на обід царя Арташес з синами і будує проти нього підступи; Арташес, повернувшись в Арташат, посилає сина Мажа з військом для знищення Вішап. Однак той не виконав наказу батька, потім Вішап винищує Артавазд.
З утвердженням християнства, що бореться з Вішап Ваагн був замінений архангелом Гавриїлом (з яким ідентифікувався Габріель Хрештак). Гавриїл і ангели входять у бій з Вішап, які під час грози намагаються поглинути сонце (при цьому грозові хмари — вогняні тіла Вішап, грім — їх крик, а блискавка — стріла Габріела Хрештака, посох або прут ангелів). Ангел и здіймають Вішап до самого сонця, від променів якого ті перетворюються на попіл, що сиплються на землю. Вішап називали також і самого Сатану.
Хоча по суті у вірменській міфології Вішап зображуються драконами, в текстурі сказань простежуються зв'язку з водою: з дощем, озерами, гірськими джерелами; Вішап «заволодівають водними джерелами» тощо битвами Вішап з Вахагном в стародавній Вірменії пояснювалися шторми, що виникають на озері Ван.

## Схожі мегалітичні споруди
Вчені відзначають зв'язок Вішап Вірменії з подібними менгірами, встановленими на Північному Кавказі і на території північної Монголії. Хоча стилістично Вішап Закавказзя сильно відрізняються і явно виконані іншими племенами, дослідники відзначають цікаву взаємозв'язок між пам'ятниками, створеними різними народами в подібних ситуаціях. Можливо також, що вірменські Хачкар и пов'язані з традицією Вішап.